# Möckernbrücke
Möckernbrücke – most zbudowany w latach 1898–1899 przez Landwehrkanal w Berlinie, w dzielnicy Kreuzberg, w okręgu administracyjnym Friedrichshain-Kreuzberg. Długość mostu wynosi 34,4 m.
Pierwszy most Möckernbrücke z piaskowca zastąpił most zwodzony zbudowany w tym miejscu już w 1848. Podczas II wojny światowej został zburzony i w 1954 zastąpiony mostem ze strunobetonu.